# Ta jedna noc
Ta jedna noc (ang. One Night Stand) – amerykański dramat obyczajowy z 1997 roku w reżyserii Mike’a Figgisa. Zdjęcia kręcono w Nowym Jorku i Los Angeles.

## Fabuła
Max Carlyle jest człowiekiem sukcesu. Pracuje jako dyrektor handlowy w firmie z Los Angeles. Ma wspaniałą żonę, dwoje dzieci, unika konfliktów i sytuacji zagrażających rodzinie i karierze. Pewnego dnia służbowo wyjeżdża do Nowego Jorku. Przy okazji odwiedza w szpitalu chorego na AIDS przyjaciela Charliego. W mieście poznaje Karen - piękną i atrakcyjną kobietę. Max ulega jej i spędza z nią noc. Rankiem oboje uświadamiają sobie, że muszą o sobie zapomnieć. Ale Max nie potrafi, z tego powodu zaczyna zamykać się w sobie. Żona próbuje się dowiedzieć dlaczego się zamyka, ale nie udaje jej się. Po roku znowu trafia do Nowego Jorku i odwiedza Charliego. Znowu spotyka Karen...

## Obsada
- Wesley Snipes – Max Carlyle
- Nastassja Kinski – Karen
- Kyle MacLachlan – Vernon
- Ming-Na Wen – Mimi Carlyle
- Robert Downey Jr. – Charlie
- Marcus T. Paulk – Charlie Carlyle
- Natalie Trott – Saffron Carlyle
- John Calley – Ojciec Charliego
- Glenn Plummer – George
- Amanda Donohoe – Margaux
- Zoë Nathenson – Mickey
- Thomas Haden Church – Don
- Vincent Ward – Nathan
- John Ratzenberger – Phil
- Thomas Kopache – Merv
- Annabelle Gurwitch – Marie
- Susan Barnes – Malinda
- Michelle Jonas – Malissa

## Nagrody i nominacje
54. MFF w Wenecji
- Puchar Volpiego dla najlepszego aktora – Wesley Snipes

Nagroda Satelita 1998
- Najlepsza muzyka – Mike Figgis (nominacja)